# ハインリヒ・ホフマン (写真家)
ハインリヒ・ホフマン（Heinrich Hoffman、1885年9月12日 - 1957年12月16日）は、ドイツの写真家。アドルフ・ヒトラー専属の写真家として知られる。国家写真報道官 (Reichsbildberichterstatter)。

## 経歴
ドイツ国領邦バイエルン王国フュルトに生まれる。父は成功した写真家ローベルト・ホフマン（Robert Hoffmann ）、母はその妻マリア（Maria ）で旧姓はカルグル（Kargl ）。
父の写真店で働き、父から写真を学んだ。ほのかに褐色に光る銅版画に似た彼の写真は、前衛的な芸術家グループから高く評価された。1911年には名のある写真家となっており、当時バイエルン王家やロシア皇帝ニコライ2世、マルセル・デュシャンなどが彼の顧客となっていた。
彼の写真モデルだったテレーゼ・バウマン（Therese „Nelly“ Baumann）と結婚し、彼女との間に長女ヘンリエッテ（de:Henriette von Schirach 1913年-1992年）と長男ハインリヒ（1916年-）を儲けた。1915年にはミュンヘンのマックスフォアシュタット地区シェリング通りに写真アトリエを構えた。
第一次世界大戦ではバイエルン軍の従軍カメラマンを務めた。国粋主義者で反ユダヤ主義者であったホフマンは戦後すぐに右翼団体に所属するようになった。1919年にアドルフ・ヒトラーと出会い、交友関係を結んだ。以降ヒトラーはホフマンの家に足繁く通うようになった。ヒトラーはホフマンの家の芸術的な雰囲気を気に入っており、「第二の我が家」と呼んでいた。なお、後にヒトラーの夫人となるエーファ・ブラウンは、ホフマンの写真スタジオで働いていた1929年頃にヒトラーと出会い、それから交際を始めた。
1920年4月に国家社会主義ドイツ労働者党（ナチ党）に入党し、1923年からヒトラーの写真を撮ることを許可された。以降ヒトラーの行く場所どこにでも同行して彼の写真を撮った。ホフマンが残した写真数は250万枚にも及ぶという。
1932年3月31日には長女ヘンリエッテがナチ党全国青少年指導者バルドゥール・フォン・シーラッハと結婚した。ナチ党の政権掌握後の1933年には最初のヒトラー写真集『誰も知らないヒトラー』(Hitler,wie ihn keiner Kennt)を出版し、ベストセラーになった。その後もヒトラーの写真集を続々と出版し、ホフマンは莫大な富を築いた。1940年1月には国会議員となった。

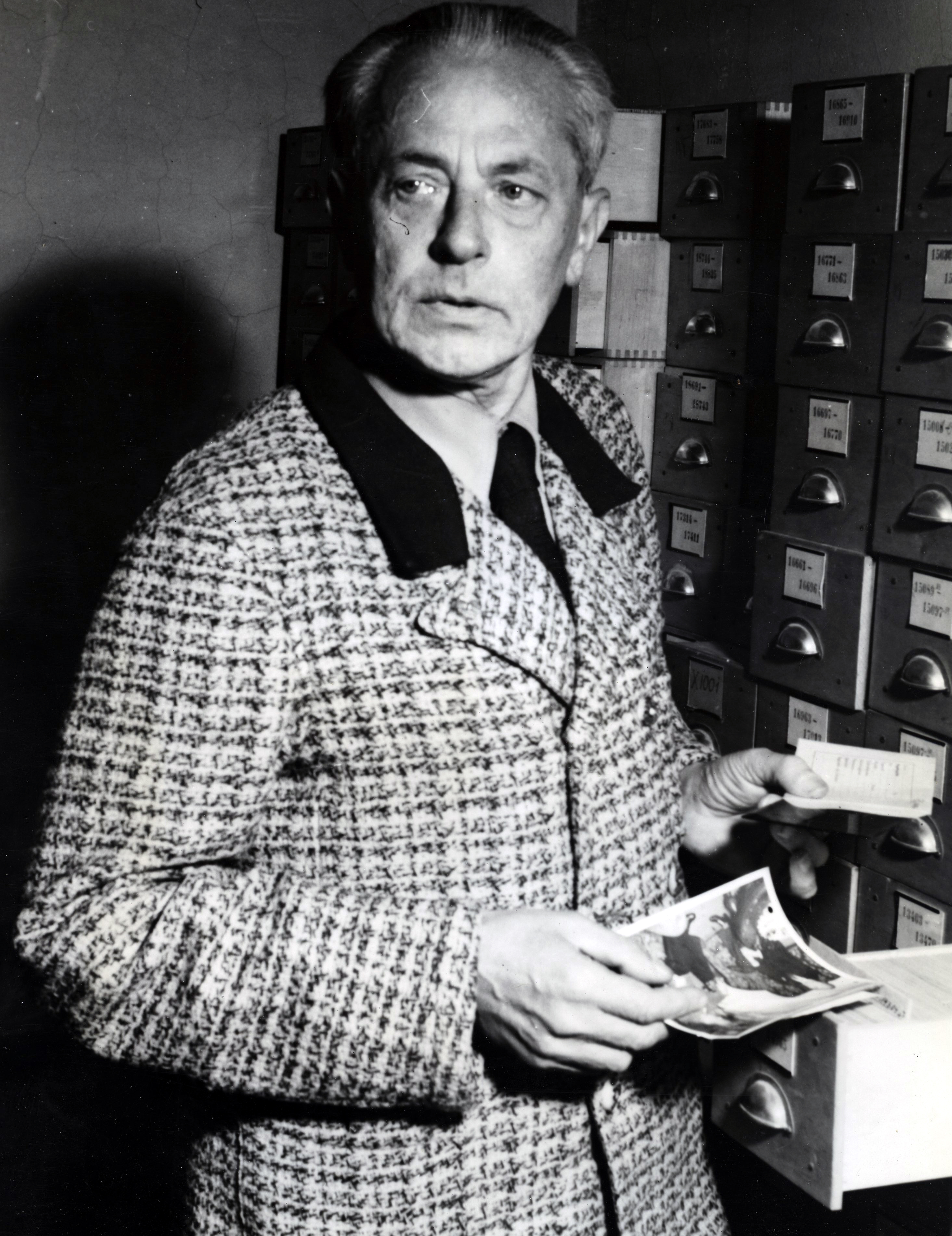
ニュルンベルク裁判中のホフマン（1945年11月29日）

ナチ党政権崩壊後の1947年、ナチ党政権の不当利得者として西ドイツの裁判にかけられ、財産のほとんどを没収された。また10年の実刑判決を受け投獄された。後に3年に減刑されたが、1950年に5年に増やされた。1957年12月16日、西ドイツ・バイエルン州ミュンヘンで死去した。
カメラとしては、ライカを愛用していた。